# J-Cart
Cet article possède un paronyme, voir Cart (homonymie).

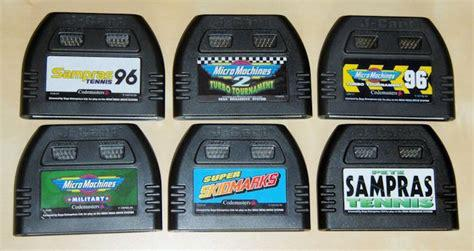
Les J-Carts des six jeux.

Une J-Cart (ou J-Cartridge) est une cartouche de jeu vidéo spécialement développée par Codemasters entre 1994 et 1996 pour la Mega Drive de Sega. Celle-ci possède deux ports directement intégrés sur la cartouche ce qui permet d'augmenter le nombre de manettes de deux à quatre.

## Historique
La J-Cart est une cartouche développée par Codemasters la première fois pour le jeu Pete Sampras Tennis en avril 1994. Elle sort donc en fin de vie de la Mega Drive,. La cartouche permet de jouer à quatre joueurs sans utiliser d'adaptateur multijoueur séparé grâce aux deux ports directement intégrés. Les autres adaptateurs sur la console étaient celui d'Electronic Arts et celui de Sega. La série Micro Machines a également bénéficié de la J-Cart, permettant de jouer à 8 joueurs,. Certains des jeux sortis sur une J-Cart sont également sortis sur une cartouche traditionnelle.

## Caractéristiques techniques
En raison des deux ports supplémentaires sur la cartouche, les J-Carts étaient plus hautes que les cartouches de Mega Drive normales et arrondies.

## Jeux avec J-Cart
La J-Cart n'a été utilisée que pour six jeux différents :
- Pete Sampras Tennis (1994)
- Sampras Tennis 96 (1995)
- Micro Machines 2: Turbo Tournament (1994)
- Micro Machines: Turbo Tournament 96 (1995)
- Micro Machines: Military (1996)
- Super Skidmarks (1995)

Le jeu Psycho Pinball aurait dû sortir sur J-Cart, de même que Tennis All Star qui aurait dû être le premier jeu à sortir sur ces cartouches.